# Kujō Tadanori
Kujō Tadanori (九条 忠教?   1248 – 24 de diciembre de 1332) fue un kugyō (cortesano japonés de clase alta) que vivió a finales de la era Kamakura. Fue miembro de la familia Kujō (derivada del clan Fujiwara) e hijo del regente Kujō Tadaie.
Ingresó a la corte imperial en 1257 con el rango jugoi superior, ascendido en 1259 al rango shōgoi superior, luego a jushii inferior y chambelán; luego en 1260 fue promovido al rango jushii superior y por último en 1261 al rango shōshii inferior. En 1262 fue promovido al rango jusanmi, siendo cortesano de clase alta, y luego en 1263 ascendido al rango shōsanmi; desde 1266 hasta 1268 fue nombrado vicegobernador de la provincia de Ōmi, posteriormente ascendido al rango junii en 1269 y shōnii en 1271. En 1273 fue designado gonchūnagon y en 1274 promovido a gondainagon.
En 1276 fue nombrado udaijin hasta 1288, cuando fue promovido a sadaijin. En 1279 fue promovido al rango juichii y en 1291 fue nombrado kanpaku (regente) del Emperador Fushimi hasta 1293, de igual modo fue nombrado líder del clan Fujiwara por el mismo período. 
En 1309 abandonó su vida como cortesano y se convirtió en monje budista (shukke) tomando el nombre de Enna (円阿?). Tuvo como hijos a los regentes Kujō Moronori y Kujō Fusazane.